# Ådsfjärden
Ådsfjärden är en fjärd i Finland. Den ligger i landskapet Egentliga Finland, i den sydvästra delen av landet, 150 km väster om huvudstaden Helsingfors.
Ådsfjärden avgränsas av Vänö och Hemören i nordväst, Boss råsen i nordöst, Stora Ådskär i sydöst, Kummelskär i söder och Ölonskär i sydväst. Den ansluter till Hemfjärden i väster och Norrfjärden i norr.